# Johannes Hielscher
Johannes Hielscher (* 15. Oktober 1871 in  Posen; † 26. August 1945 in  Münster) war ein deutscher Philosoph und Psychologe.

## Leben
Nach Studien in Leipzig, Halle, Heidelberg und Straßburg promovierte Hielscher im Jahr 1900 in Zürich bei dem Psychologen Ernst Meumann. Im Anschluss wurde er Assistent am psychologischen Laboratorium in Zürich und habilitierte sich 1902. Im Jahr 1908 folgte er seinem Lehrer Meumann und wechselte nach Münster, wo er weiterhin experimentelle Psychologie unterrichtete. Zu Beginn des Ersten  Weltkriegs war er als freiwilliger Krankenpfleger an der Westfront tätig. Im Jahr 1915 erhielt er vom Kriegsministerium den Auftrag zur Konstruktion eines Flak-Geschützes. 1917 erhielt er einen Lehrauftrag für Geschichte der Philosophie. Im Jahr 1922 wurde er zum nichtbeamteten außerordentlichen Professor ernannt.
Beachtung fand seine Fichte-Darstellung, in der er diesen als eigenständigen Denker gegen Hegel abgrenzte. Fichtes Wissenschaftslehre ist eine Philosophie der Erfahrung, denn das Nicht-Ich ist nur in der Erfahrung gegeben und das Wissen entsteht in unmittelbarer Anschauung durch Selbsterfahrung. Dies bedeutet, dass Leben allen Begriffen vorausgeht und nicht in Begriffe aufgelöst werden kann.
In den 1920er Jahren war Hielscher in konservativen Kreisen in der Fichte-Gesellschaft von 1914 und in der Deutschen Philosophischen Gesellschaft aktiv. Die von ihm angestrebte ordentliche Professur blieb ihm versagt. Zum 1. Mai 1933 trat er der NSDAP bei (Mitgliedsnummer 2.476.412). Im März 1933 unterschrieb er die Erklärung von 300 Hochschullehrern für Adolf Hitler. Noch mit 64 Jahren erhielt er im Wintersemester 1934/35 ein persönliches Ordinariat als planmäßiger ao. Professor, was mit der jahrelangen Zurücksetzung aufgrund seiner nationalen und nationalsozialistischen Einstellung begründet wurde. Entgegen der vorherrschenden Praxis wurde er nicht mit Erreichen der Altersgrenze, sondern erst am 31. März 1937 emeritiert.

## Schriften
- Untersuchungen zur geschichtlichen Entwickelung der Logik in den Prinzipien der Mechanik. Diss., Engelmann, Leipzig 1901.
- Entwurf einer Erkenntnistheorie des Massenbegriffs, des räumlichen und zeitlichen Messens. Pfeffer, Zürich 1902.
- Die ältere griechische Philosophie: völker- und individualpsychologisch dargestellt. Engelmann, Leipzig 1905.
- Das Denksystem Fichtes. Curtius, Berlin 1913.